# Iemanjelinsk
Iemanjelinsk - Еманжелинск (rus) és una ciutat de l'óblast de Txeliàbinsk, a Rússia.

## Geografia
Iemanjelinsk es troba al vessant oriental dels Urals meridionals, a la desembocadura del riu Iemanxelinka al llac Bolxoi Sarikul, a 50 km al sud de Txeliàbinsk. Es troba a la línia ferroviària entre Txeliàbinsk, Troitsk, Orsk i Kostanai.

## Història
L'origen de la vila es remunta al 1770, quan es fundà com un poble cosac, l'stanitsa de Iemanjelinskaia. El poble aconseguí l'estatus de possiólok el 10 de setembre de 1932 i el de ciutat el 25 de setembre del 1951.